# Kumak dalekowschodni
Kumak dalekowschodni (Bombina orientalis) – gatunek płaza bezogonowego z rodziny kumakowatych, dawniej zaliczany do ropuszkowatych. Jak wskazuje nazwa zwyczajowa, zamieszkuje Daleki Wschód: Półwysep Koreański i pewne rejony Chin i Rosji, w obu tych państwach jest zaliczany do pospolitych płazów. Wyróżnia się brązową do zielonej grzbietową powierzchnią ciała i czerwono-czarną powierzchnią brzuszną. W przypadku zagrożenia prezentuje odruch kumaka. Żywi się bezkręgowcami lądowymi i wodnymi, jego kijanki pobierają też pokarm roślinny i grzyby. Rozmnaża się w wodzie, zimuje zazwyczaj na lądzie. Nie grozi mu wyginięcie, gdyż łatwo adaptuje się do środowisk zmienionych przez ludzi.

## Systematyka
W przeszłości zaliczany był do rodziny ropuszkowatych (Alytidae). Obecnie umieszcza się go w rodzinie kumakowatych (Bombinatoridae). Ta niewielka rodzina obejmuje tylko 2 rodzaje płazów: oprócz kumaka (Bombina) należy do niej rodzaj płaskogłówka (Barbourula). Rodzaj Bombina oprócz kumaka dalekowschodniego obejmuje jeszcze 5 innych gatunków.

## Ewolucja
Kumak dalekowschodni należy do bezogonowych niezaawansowanych ewolucyjnie.
Na drzewie ewolucyjnym rodzaju Bombina kumak dalekowschodni stanowi grupę zewnętrzną względem kladu złożonego z kumaka górskiego i nizinnego. W badaniach Vörös i współpracowników różnica genetyczna między kumakiem dalekowschodnim a rzeczonym kladem wynosiła 26,06–27,84% dla cox1 (zależnie od gatunku grupy wewnętrznej) i 35,51-40,99% dla nad4. Pracę tę obrazuje następujący kladogram:
|  | Bombina orientalis                                                    |
|  |                                                                       |
|  | \| \| Bombina bombina \| \| \| \| \| \| Bombina variegata \| \| \| \| |
|  |                                                                       |
|  | Bombina bombina                                                       |
|  |                                                                       |
|  | Bombina variegata                                                     |
|  |                                                                       |

Jednakże choćby podobieństwo inhibitorów proteaz jadu kumaków tych 3 gatunków wskazuje na ich bliskie pokrewieństwo. Stanowią one grupę odrębną od grupy Bombina maxima.

## Budowa
Gatunek nie wyróżnia się zbytnio anatomią.
Kumaki nie należą do dużych płazów. Osiągają do 5,2 cm długości. Masa ciała zawiera się w zakresie 28–56 g.

### Skóra

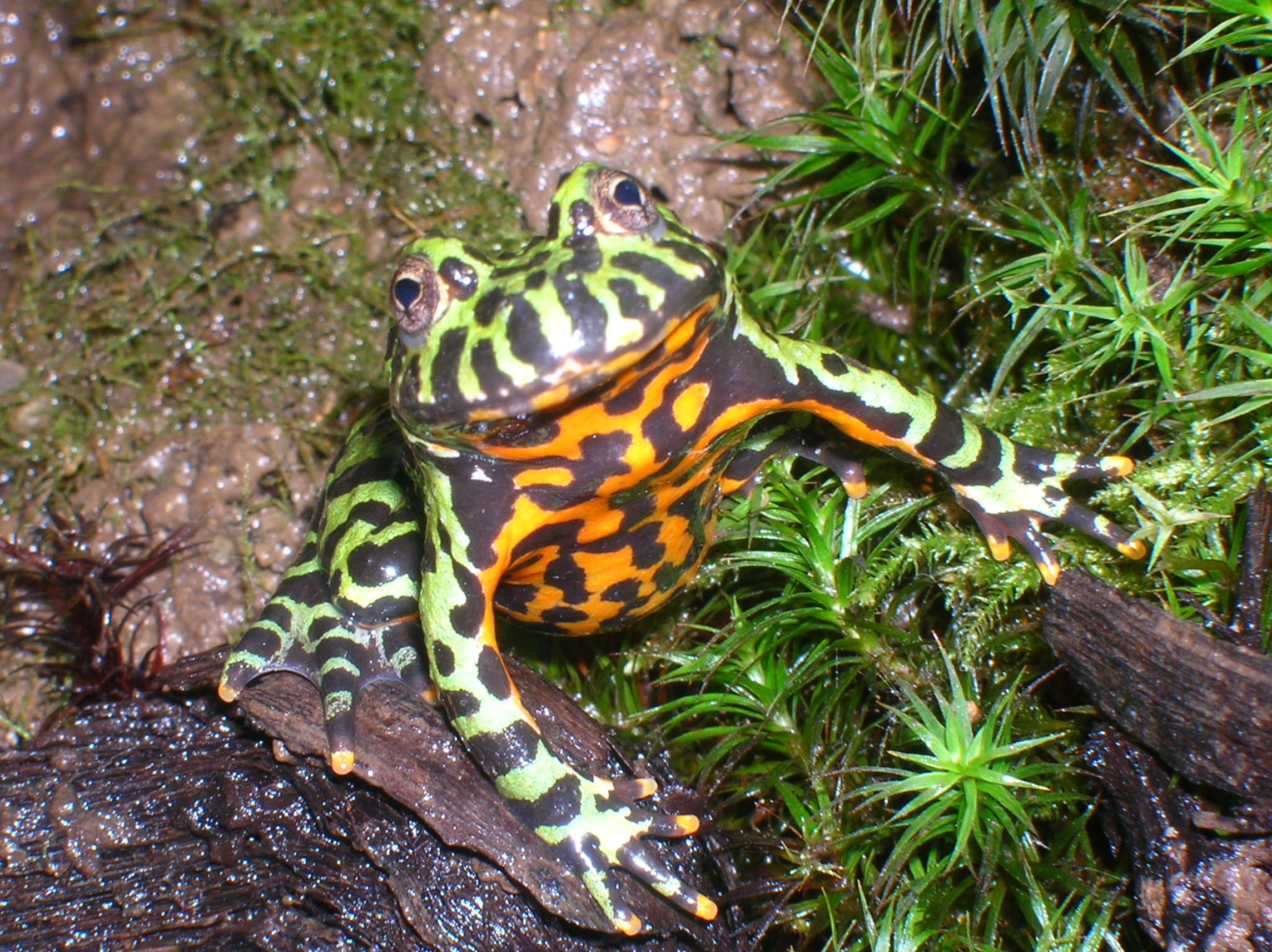
Kumak dalekowschodni

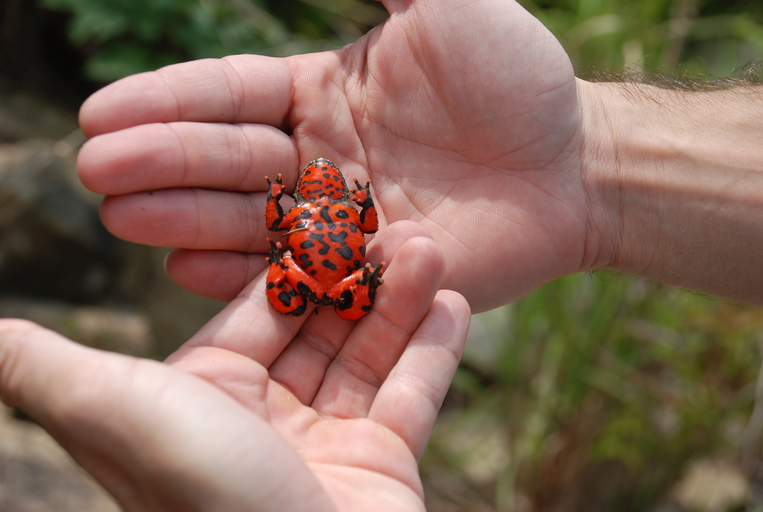
Jaskrawe ubarwienie brzucha

Skóra kumaka dalekowschodniego jest guzkowata, zwłaszcza na grzbietowej stronie ciała, na której znajdują się dość wysokie guzki. Przewyższają one guzki pokrywające grzbiet innych gatunków kumaków zasiedlających tereny dawnego ZSRR. Drugą ich cechą charakterystyczną jest to, że są dość ostre, w dotyku porównywalne do igieł. Skóra grzbietu B. orientalis ma barwę szarobrązową do zielonkawoszarej czy jasnozielonej, zielonkawej, oliwkowej. Pokrywają ją ciemne plamki – czarne, okrągławe.
Strona brzuszna odznacza się gładkością, jedynym wyjątkiem są niewielkie guzki ulokowane u wylotu kloaki. Występuje tutaj jaskrawe ubarwienie czerwone, czerwonopomarańczowe do żółtego, urozmaicone ciemnymi plamami. Na brzuchu przeważają jednak obszary jasne. Występują też jasne plamki, łączone się ze sobą w pozbawione regularności wzory. Inny sposób opisu mówi o brzuchu czarnym, pokrytym plamami barwy czerwonej lub pomarańczowej, o nieregularnym kształcie. Końce palów cechują się barwą pomarańczową. Ubarwienie kumaka, doceniane przez hodowców, stał się przyczyną jego częstego trzymania w terrariach. Spotyka się opinie, że jest on najatrakcyjniej ubarwionym spośród swego rodzaju, jak również, że tylko kilka gatunków płazów wyprzedza go w tym względzie. Ubarwienie takie pełni jednak istotną funkcję: wskazuje na toksyczność i przykry smak zwierzęcia jako potencjalnego łupu. Hodowcy podają, że jeśli jeden osobnik przypadkowo chwyci drugiego ustami za kończynę, szybko ją zwalnia, po czym zamyka oczy, spuszcza głowę, wykonuje ruchy sprawiające wrażenie czyszczenia ust przednimi łapami, w końcu zaś oddala się pośpiesznie od tamtego osobnika. Skóra kumaków może być też toksyczna dla innych płazów.
Płazia skóra zawiera liczne gruczoły z bogatą zawartością peptydów, białek i amin biogennych, a także alkaloidów i innych związków heterocyklicznych, z których jednak przeważają peptydy. Mogą mieć one działanie przeciwbakteryjne, chronić przed drapieżnikami bądź uczestniczyć w regulacji fizjologii skóry. Zawartość gruczołów uwalniana bywa w sytuacjach stresowych bądź po urazie. Na skutek pobudzenia przez układ nerwowy mioepitelium otaczające gruczoł kurczy się, wyciskając zawartość na zewnątrz.
W skórze B. orientalis odkryto peptydy o działaniu hemolitycznym i przeciwbakteryjnym. Poprzez analogię do bombininy wyizolowanej ze skóry kumaka górskiego trzy peptydy opisane w 1991 nazwano BLP (bombinine-like peptides, czyli "peptydy podobne do bombininy"). Liczą one sobie od 25 do 27 reszt aminoacylowych. Struktura BLP1 to Gly-Ile-Gly-Ala-Ser-Ile-Leu-Ser-Ala-Gly-Lys-Ser-Ala-Leu-Lys-Gly-Leu-Ala-Lys-Gly-Leu-Ala-Glu-His-Phe-Ala-Asn-NH2. U kumaka dalekowschodniego znaleziono bombininę kodowaną przez gen złożony z dwóch eksonów przedzielonych długim intronem, z promotorem zawierającym przypuszczalnie miejsca wiążące NFκB i NF-IL6. Kodowane białko działa przeciwko bakteriom Gram-ujemnym, najsilniej przeciwko Yersinia pseudotuberculosis.
Innym badanym peptydem kumaków jest bombezyna. Dawniej uważano, że stanowi ona odpowiednik ssaczego peptydu uwalniającego gastrynę (GRP). Jednakże badanie chromatograficzne materiału pobranego z jelita kumaka dalekowschodniego wykazało dwa piki BLI (bombesin-like immunoreactivity, „immunoreaktywność przypominająca bombezynę”), oczyszczone i zidentyfikowane dzięki technikom HPLC, spektroskopii mas i Northern blot, a także analizie sekwencji nukleotydów. Określono w ten sposób dwa mRNA, tworzone na bazie odrębnych genów. Bombezynie odpowiadał fragment liczący 750 nukleotydów. Mimo tego ten peptyd składa się z jedynie 14 reszt aminoacylowych. Wyizolowano go pierwotnie ze skóry kumaka nizinnego. Znaleziono go również w skórze, mózgu i żołądku kumaka dalekowschodniego. Stał się obiektem zainteresowania naukowców, jako że wywoływał liczne efekty podany ssakom, powodując hipotermię, replikację DNA i stymulował wydzielanie licznych hormonów jelitowych. Natomiast drugi fragment liczył ich 980. Odpowiadał on fGRP (frog GRP, „żabi GRP”). Znaleziono go w skórze, żołądku i mózgu płaza. Posiada on formę prohormonu analogiczną do spotykanej u szczura czy człowieka. Posiada on liczącą 31 aminokwasów sekwencję sygnałową, po której następuje właściwy hormon składający się z 29 reszt.
Kolejne badania znalazły bradykininę i jej 6-Thr-pochodną w podobnych ilościach. Sekwencja bradykininy znajduje się czterokrotnie w odpowiadającej 167 aminokwasom sekwencji kininogenu 1 (BOK1), podczas gdy (Thr6)-bradykinina dwukrotnie w środku kininogenu 2 (BOK2). Kininogeny te nie są analogami kininogenów ssaków. Cechują się hydrofobową sekwencją sygnałową. Nie występuje układ kinina-kalikreina. Można to wyjaśniać niewykryciem, ale bardziej prawdopodobna wydaje się po prostu inna funkcja tych białek u płazów i u ssaków.
Wydaje się, że taki skład wydzieliny skóry płazów podlega doborowi naturalnemu z uwagi na drapieżnictwo. Wydzielina kumaka orientalnego zdaje się stanowić przystosowanie do ochrony przez ssakami i żółwiami.
Rok później udało się wyizolować analog inhibitora trypsyny, nazwany BOTI. Odkrycie jest ważne, gdyż wcześniej inhibitory proteaz znajdywano na płaziej skórze rzadko (między innymi BSTI u kumaka nizinnego, a w tym samym badaniu również BVTI u kumaka górskiego; wszystkie te inhibitory są do siebie bardzo podobne, dzieli je tylko 5 reszt aminoacylowych). Funkcja tych inhibitorów polega prawdopodobnie na hamowaniu proteaz bakteryjnych, nie można jednak wykluczyć, że mają zapobiegać rozpadowi innych peptydów jadu kumaka.

### Anatomia

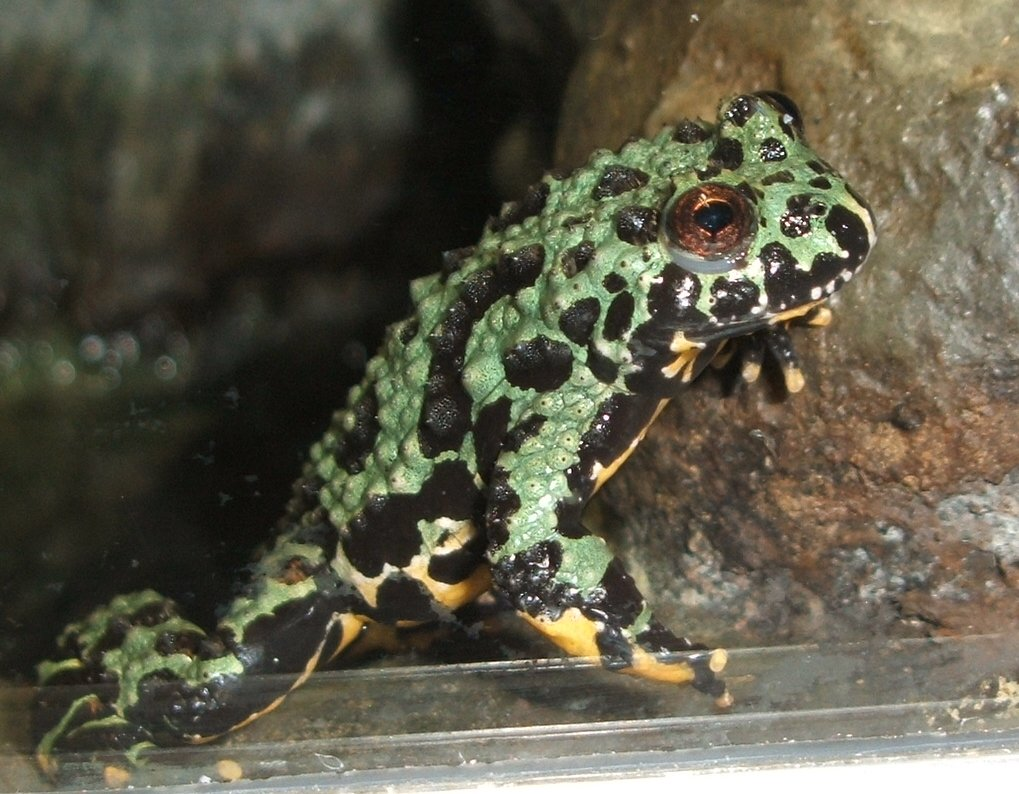
Okaz wystawiany w Amerykańskim Muzeum Historii Naturalnej w Nowym Jorku

Głowę określa się jako niezbyt dużą, okrągłą. Bębenek nie występuje, gdyż kumaki, podobnie jak grzebiuszkowate, nie mają ucha środkowego. Może to świadczyć o głuchocie . Źrenica przyjmuje kształt trójkątny, choć można spotkać się z informacją o źrenicy sercowatej.
U kumaka dalekowschodniego występuje kość międzyczołowa, co oznacza obecność dodatkowego miejsca kostnienia z 4 centrami kostnienia. Spotyka się ją także u kumaka nizinnego, natomiast nie odnotowuje się jej istnienia u pozostałych bezogonowych. Kość ta łączy się szeroko ze stroną tylną kości zwanych sphenethmoid.
Samiec nie ma rezonatorów.
Kość podniebienna, obecna u kumaka dalekowschodniego, nie występuje u kumaka nizinnego ani górskiego. Istnienie kolumienki u rodzaju Bombina jest zmienne.
Wyrostki poprzeczne krzyżowego odcinka kręgosłupa tego płaza są wydłużone.
Występuje dymorfizm płciowy. Samce posiadają odróżniające je od samic modzele godowe na pierwszych i drugich palcach dłoni.
Kumak dalekowschodni posiada dyskowaty język, gruby na 5 mm, o powierzchni 1 cm². Nie może wyrzucać go z ust, by łapać zdobycz, jak czynią niektóre inne płazy, gdyż język na całej powierzchni łączy się z dnem jamy ustnej. Na powierzchni górnej leżą ciasno upakowane brodawki grzybowate, zawierające kubki smakowe, mniejsze niż u żabowatych, nieotoczone komórkami migawkowymi, składające się z 5 typów komórek (śluzowe, czuciowe, wing cells, podstawne Merkla i podstawne niezróżnicowane).
Układ pokarmowy wyściela nabłonek zawierający liczne komórki gruczołowe. Skład wydzielanych substancji zależy od odcinka przewodu pokarmowego (przełyk, żołądek z wpustem odźwiernikiem, dwunastnica, jelito kręte, odbytnica). W komórkach tych znaleziono serotoninę (wydzielające ją wrzecionowate komórki zasiedlały cały przewód pokarmowy), bombezynę (komórki okrągłe, umiarkowanie często rozmieszczone w odźwierniku, pojedyncze we wpuście), cholecystokininę-8 (wrzecionowate komórki od wpustu do jelita krętego), somatostatynę (wytwarzające ją komórki cechowały się kształtem sferycznym do wrzecionowatego i znaleziono je w każdym odcinku przewodu pokarmowego, aczkolwiek nie występują w pewnych obszarach żołądka), sekretynę (komórki sferyczne, rzadkie w odźwierniku i jelicie krętym, pojedyncze w dwunastnicy), glukagon (komórki wrzecionowate, rzadkie we wpuście, pojedyncze w dwunastnicy), polipeptyd trzustkowy (od wpustu aż do odbytnicy), chromograninę (wrzecionowate komórki, tylko w żołądku).

## Tryb życia
Płaz ten prowadzi wodny tryb życia, okres od końca maja do końca lipca przypada na sezon rozrodu. Zimowanie zaczyna się w późnym wrześniu lub październiku i kończy się w kwietniu/maju lub pod koniec maja. Kumak dalekowschodni zimuje na lądzie. Spędza ten czas w zgniłym drewnie, stosach kamieni i liści. Sporadycznie może też zimować w strumieniach. Wspólnie zimować może do 6 osobników.
Wedle hodowców jest to aktywny płaz.

### Cykl życiowy
Za sygnał do rozrodu uważa się zmianę temperatury. Sezon rozrodczy rozpoczyna się środkową bądź późną wiosną: w późnym kwietniu, w połowie maja (w Korei), pod koniec maja i trwa przez lato do końca lipca (Korea)–środka sierpnia. Kończy się z nadejściem pory deszczowej. W trakcie sezonu rozrodu samce oczekują w zbiornikach wodnych. Samice odwiedzają ich na krótko, zaledwie kilka dni. Przemieszczają się one pomiędzy chłodnymi strumieniami górskimi o temperaturze wody około 16 °C a cieplejszymi miejscami rozrodu, często efemerycznymi, o wodzie o temperaturze około 24 °C. Natomiast późnym latem płaz wychodzi na ląd i można go wtedy napotkać w największej odległości od zbiorników wodnych, nawet kilkaset metrów od nich.
Długi okres rozrodczy wynika z różnic w terminie składania skrzeku przez samice. Nie odnotowano okresów szczególnie nasilonego składania jaj.
Pomimo że niektórzy specjaliści uznają kumaki za głuche , a samiec nie ma rezonatorów, wydaje on dźwięki nawołujące samice. Płaz wydaje z siebie miękki, niski dźwięk, określany po angielsku jako whoop-whoop-whoop. Inny głos słyszy się, kiedy samiec próbuje ampleksusu z innym samcem, który próbuje w ten sposób zakomunikować mu pomyłkę. Jego odgłos przypomina kumkanie kumaka nizinnego. Pary wydają się tworzyć losowo.

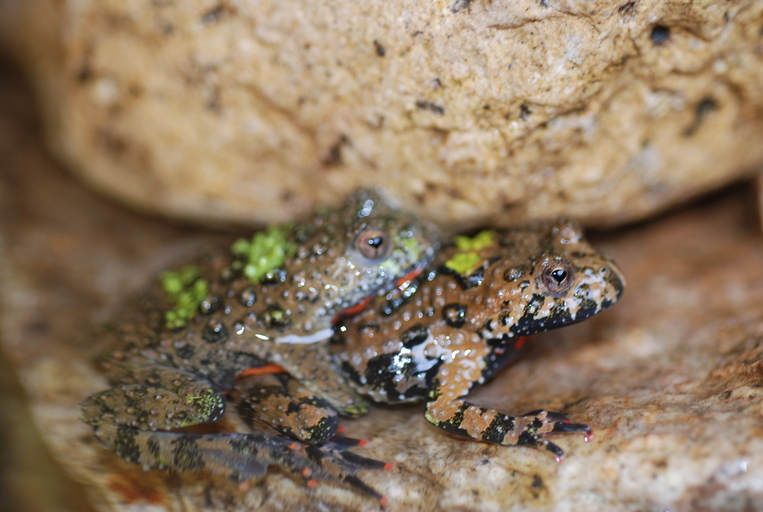
Ampleksus pachwinowy

U kumaków występuje ampleksus pachwinowy (ingwinalny, miedniczny). Potem samica kumaka dalekowschodniego składa jaja, czyli skrzek. Wedle Juszczyka samica składa jednorazowo około 100 sztuk, Kuzmin podaje wartość 3–45. Cały kłęb liczy ich od 38 do 257, w pozycjach pisanych przez hodowców zmaleć można 50–225 jaj, którzy wspominają prócz kłębów o jajach składanych pojedynczo. Przerwy liczą od tygodnia do 10 dni. Uważa się, że jedna samica może złożyć wiele kłębów. Matka przytwierdza jaja do kamieni w wodzie, a w niewoli także podwodnych roślin.
Wedle Juszczyka komórka jajowa mierzy średnio 2 mm. Różne populacje różnią się wielkością komórek jajowych. Kaplan podaje, że w jednej z nich mierzyły od 1,9 do 2,4 mm. Wiąże się to z dwukrotną różnicą w ilości żółtka, czyli substancji zapasowych, w jakie matka zaopatruje jaja. Wielkość jaja stanowi przejaw plastyczności rozwojowej, gdyż znaczne różnice wspomniany badacz odnotował również w jajach tego samego rodzica, co wskazuje na środowiskowe, a nie genetyczne podłoże obserwowanej zmienności.
Z jaja wylęga się larwa zwana kijanką. Wedle opisów hodowców wylęganie następuje od 3 do 6 dni po złożeniu skrzeku, a kijanka mierzy 6 mm. Początkowo nie pływa ona aktywnie, ale przywiera pionowo do ścian akwarium, roślin czy kamieni pod wodą. Spędza tak kilka dni. Żywi się wtedy zmagazynowanym żółtkiem. Dopiero po jego wyczerpaniu zaczyna pobierać rozdrobniony pokarm z wody.
Pożywienie larw zależy od etapu ich rozwoju. Kijanka żywi się detrytusem, glonami i roślinami, grzybami i pierwotniakami, a w mniejszych ilościach także skąposzczetami, Naiadomorpha, wrotkami i Microcrustacea, a wśród nich Daphniidae, Sididae, Chydoridae, małżoraczkami. Z biegiem czasu obejmuje ona większą różnorodność roślin czy zwierząt. Jeszcze przed ukończeniem przeobrażenia płaz zaczyna pobierać pokarm lądowy. Ma jeszcze wtedy niewielki, szczątkowy ogon. Spożywają roztocze i skoczogonki.
W warunkach laboratoryjnych kijanki przeobrażały się po upływie 6 tygodni, mimo że hodowcy wspominają o miesiącu. W naturze od złożenia skrzeku do metamorfozy mijają około 2 miesiące. Wykluwanie się z jaj zachodzi zazwyczaj od początku czerwca do końca lipca. Przeobrażenie dobiega końca pod koniec sierpnia lub na początku października.
Kumak dalekowschodni stał się częstym obiektem badań biologów rozwoju. Opisano między innymi tworzenie się jego szkieletu. Kostnienie odbywa się w następującej kolejności: kość czołowo-ciemieniowa, exoccipital, parasphenoid, septomaxilla, kość przedszczękowa, lemiesz, kość nosowa, kość szczękowa, angulosplenial, kość zębowa, kość łuskowa, kość kwadratowo-jarzmowa, kość skrzydłowa, prootic, kość międzyczołowa, sphenethmoid i mentomeckelian. Sekwencja ta zazwyczaj przebiega niezmiennie. Natomiast trudno dopatrzeć się korelacji etapu kostnienia z morfologią. Zauważono liczne odmienności w rozwoju poszczególnych osobników. Zdarza się, że osobnik w starszym wieku ma mniej kości i znajduje się na wcześniejszym etapie kostnienia, niż osobniki młodsze. By wyjaśnić prawie niezmienną z kolei kolejność kostnienia, ukuto dwie hipotezy. Pierwsza z nich mówiła o niezależnym kostnieniu z poszczególnych centrów, pobudzanych jakimś parametrem biologicznym. Najbardziej pasowałby tutaj poziom hormonów tarczycy. Przeciwny pogląd zakładał, że kostnienie w kolejnym centrum wymaga rozpoczęcia się tego procesu w centrum poprzednim. Badania z udziałem Rana pipiens, u której za pomocą podaży hormonów udało się zaburzyć naturalną kolejność kostnienia, przemawiają za pierwszą z podanych hipotez. Wspierają ją także rzadkie wyjątki od najczęstszej sekwencji opisane u kumaka dalekowschodniego.
W innych badaniach na kumakach dalekowschodnich wykazano ważną rolę komórek głowowej części grzebienia nerwowego, konserwatywnych ewolucyjnie i uczestniczących w tworzeniu się tkanek miękkich i mięśni głowy.
Unikalna dla kumaków dalekowschodniego i nizinnego kość międzyczołowa powstaje poprzez kostnienie na podłożu błoniastym pośrodkowo, tworzy się ona z 4 nieregularnych centrów kostnienia.
Trzymane razem różne gatunki kumaków mogą się z sobą rozmnażać. Dlatego też w terrariach rozdziela się na czas sezonu godowego.
Maksymalną długość życia kumaka dalekowschodniego szacuje się na 20 lat.

## Rozmieszczenie geograficzne
Kumak dalekowschodni cieszy się szerokim zasięgiem występowania. Żyje w Azji. Zamieszkuje Półwysep Koreański, spotyka się go zarówno w Korei, jak i w Korei Północnej. Zasiedla północny wschód Chin, odnotowano go w następujących prowincjach: Anhui, Szantung, Hebei, Liaoning (w obrębie tej prowincji występuje populacja odizolowana od reszty), Jilin i Heilongjiang. W obrębie Federacji Rosyjskiej odnotowano go w Kraju Chabarowskim i Kraju Nadmorskim (południowo-wschodnia Syberia). W obrębie Kraju Chabarowskiego leży najdalej wysunięty na północ punkt, w którym potwierdzono występowanie kumaka dalekowschodniego. Znajduje się on w rejonie nanajskim, w okolicy wsi Arseniewo (około 48°40'N, 137°12'E). Juszczyk opisuje zasięg tego płaza jako sięgający 50°N i 130°E.
Istnieją także doniesienia o spotkaniu gatunku w Japonii, na wyspach Cuszima i Kiusiu. Obecnie IUCN uznaje je jednak za omyłkowe, nie podaje ich Kuzmin.
Kumaka introdukowano w Chinach, w okolicach Pekinu.

## Ekologia

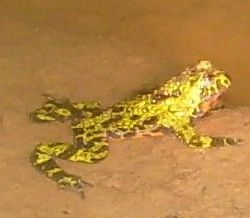
Osobnik na polu ryżowym

Jest to gatunek nizinny. Na terenie Federacji Rosyjskiej dosięga wysokości 500 m nad poziomem morza.
Siedliska tego bezogonowego stanowią lasy, zarówno iglaste (świerkowe, sosnowe), jak i liściaste, łąki, doliny rzeczne, tereny bagniste porosłe buszem.
Zwierzę rozmnaża się i żyje w środowisku wodnym. Zamieszkuje małe i płytkie rzeki, strumienie, stawy, mokradła, jak też inne zbiorniki wodne, w tym źródła, a nawet rowy i kałuże Według Juszczyka rozmnaża się jednak w wodach stojących. W razie potrzeby znajduje sobie kryjówki pod kamieniami bądź wśród zakamarków.
Płaz adaptuje się do środowiska zmodyfikowanego działalnością ludzką. Występuje na wsiach i rozradza się także na polach ryżowych. Zalicza się go do gatunków oportunistycznych.
Pożywienie osobników dorosłych obejmuje zarówno faunę lądową, jak i wodną. Ich wzajemne proporcje zależą od populacji. Wśród zwierząt lądowych ofiarami kumaka dalekowschodniego padają głównie bezkręgowce: pierścienice, mięczaki i owady. Zdobycz wodna obejmuje ślimaki, pluskolcowate i pływakowate.
Z kolei na ten gatunek kumaka polują pewne ptaki i ssaki. Skład toksyny skórnej wskazuje na konieczność ochrony przed ssakami i żółwiami. Zaskoczone z dala od wody bądź pochwycone przez większego drapieżnika, kumaki zachowują się w charakterystyczny sposób. Kumak dalekowschodni broni się w takiej sytuacji, przyjmując postawę podobną jak u kumaka nizinnego (odruch kumaka). Grzbiet zostaje wygięty, a kończyny uniesione. Bezogonowy prezentuje potencjalnemu drapieżnikowi krzykliwe barwy brzusznej strony swego ciała. Ponadto w przypadku, gdy ostrzegawcze barwy płaza nie skłonią drapieżcy do porzucenia go, może to zrobić biaława, lateksowa ciecz wydzielana przez skórę zwierzęcia. W badaniach laboratoryjnych z udziałem zaskrońca tygrysiego strategia kumaka okazała się skuteczniejsza niż strategie ucieczkowe użytych żabowatych, które pobudzały węża do gonienia zdobyczy.
Jajom i larwom zagrażają drapieżne kijanki. Na drapieżnictwo bardziej narażone są większe jaja i wyklute z nich wolniejsze osobniki.

## Zagrożenia i ochrona
Organizacja International Union for Conservation of Nature (IUCN) przyznała temu gatunkowi status gatunku najmniejszej troski (LC – Least Concern). Motywuje to szerokim zasięgiem występowania, prawdopodobnie liczną populacją zwierzęcia i nie występowaniem jej szybkiego spadku.
Zarówno w Chinach, jak i w Rosji kumak dalekowschodni należy do płazów pospolitych. Jednakże całkowita liczebność tego gatunku obniża się, zwłaszcza na północy. Rzadki jest zwłaszcza w Kraju Chabarowskim, gdzie spotykano pojedyncze osobniki. Pomimo to należy do najczęstszych płazów na części swego zasięgu występowania i występują miejsca jego rozrodu, w których osiąga zagęszczenie 8 osobników na m².

## W niewoli
Kumaki uchodzą za płazy atrakcyjne, proste w utrzymaniu w terrarium i długo żyjące. Jednakże na większą skalę hodowany w terrariach bywa tylko kumak dalekowschodni. Czuje się on dobrze zarówno w terrarium, jak i w akwarium z obfitą roślinnością (muszą mieć jednak tratwę, za którą wystarczyć może kawałek kory). Niektórzy hodowcy proponują stosunek 1:1 pomiędzy wodą a podłożem, w którym płaz może grzebać. Stosuje się mchy torfowce i inne, piach, torf, kompost. Nie poleca się żwiru. Płaz nie toleruje również obecności w wodzie chlorków, chloraminy, amoniaku. Konieczny jest filtr bądź codzienna zmiana wody. Trzyma się je w temperaturze w zakresie 16–27 °C, wedle innych źródeł 24–26 °C w dzień, w nocy w nieco niższej; w dużej wilgotności. Kumak dalekowschodni może być hodowany razem z innymi kumakami (jednak poza sezonem rozrodczym z uwagi na możliwość powstawania mieszańców), nie zaleca się trzymania go razem z innymi płazami.
W terrariach kumaki karmi się dżdżownicami, świerszczami posypanymi preparatami witaminowymi, larwami motyli omacnicowatych i trociniarkowatych. Jeśli dżdżownice są duże, podaje się je we fragmentach. Osobniki młode tuż po metamorfozie potrzebują świerszczy, muszek owocowych, skoczogonków bądź innych niewielkich owadów, można też użyć dżdżownic. Kijanki żywi się sproszkowaną rybą, odcedzonym planktonem ze stawu, rozdrobnionymi rurecznikami, pewnymi pierścienicami.
Jednym z problemów jest barwa. Na ogół ubarwione matowo po przeobrażeniu, w niewoli kumaki dalekowschodnie mogą nigdy nie wytworzyć swego pięknego ubarwienia brzucha. Inną trudnością może być zagęszczenie osobników po rozrodzie.
Kumak dalekowschodni pojawił się na północnokoreańskim znaczku pocztowym z 1974.